# Polyblastus stenocentrus
Polyblastus stenocentrus är en stekelart som beskrevs av Holmgren 1857. Polyblastus stenocentrus ingår i släktet Polyblastus och familjen brokparasitsteklar. Inga underarter finns listade i Catalogue of Life.